# Biatlo nos Jogos Olímpicos de Inverno de 2018 - Largada coletiva feminina
A largada coletiva feminina 12,5 km do biatlo nos Jogos Olímpicos de Inverno de 2018 foi disputada no Centro de Biatlo Alpensia, em Daegwallyeong-myeon, Pyeongchang, em 17 de fevereiro.

## Medalhistas
| Ouro   | SVK Anastasiya Kuzmina |
| Prata  | BLR Darya Domracheva   |
| Bronze | NOR Tiril Eckhoff      |

## Resultados
| Pos. | Bib | Atleta                 | Tempo   | Penalidades (P+P+S+S) | Diferença |
| ---- | --- | ---------------------- | ------- | --------------------- | --------- |
| 01 ! | 4   | SVK Anastasiya Kuzmina | 35:23.0 | 1 (0+0+0+1)           | —         |
| 02 ! | 9   | BLR Darya Domracheva   | 35:41.8 | 1 (0+0+1+0)           | +18.8     |
| 03 ! | 18  | NOR Tiril Eckhoff      | 35:50.7 | 2 (1+0+1+0)           | +27.7     |
| 4    | 13  | ITA Lisa Vittozzi      | 36:08.6 | 2 (1+0+0+1)           | +45.6     |
| 5    | 2   | SWE Hanna Öberg        | 36:09.5 | 1 (0+0+1+0)           | +46.5     |
| 6    | 8   | ITA Dorothea Wierer    | 36:10.3 | 1 (0+0+0+1)           | +47.3     |
| 7    | 19  | BLR Nadezhda Skardino  | 36:10.9 | 0 (0+0+0+0)           | +47.9     |
| 8    | 3   | NOR Marte Olsbu        | 36:14.6 | 1 (0+1+0+0)           | +51.6     |
| 9    | 21  | FRA Marie Dorin Habert | 36:20.9 | 2 (0+1+0+1)           | +57.9     |
| 10   | 7   | FIN Kaisa Mäkäräinen   | 36:23.9 | 2 (0+1+0+1)           | +1:00.9   |
| 11   | 10  | GER Denise Herrmann    | 36:27.2 | 2 (0+0+2+0)           | +1:04.2   |
| 12   | 28  | GER Franziska Preuß    | 36:38.9 | 1 (0+0+1+0)           | +1:15.9   |
| 13   | 17  | SWE Mona Brorsson      | 36:55.3 | 1 (0+0+1+0)           | +1:32.3   |
| 14   | 5   | CZE Veronika Vítková   | 36:57.8 | 1 (0+0+0+1)           | +1:34.8   |
| 15   | 30  | POL Monika Hojnisz     | 36:59.2 | 0 (0+0+0+0)           | +1:36.2   |
| 16   | 1   | GER Laura Dahlmeier    | 37:10.1 | 2 (1+1+0+0)           | +1:47.1   |
| 17   | 6   | FRA Anaïs Bescond      | 37:23.5 | 4 (1+0+2+1)           | +2:00.5   |
| 18   | 29  | CZE Markéta Davidová   | 37:23.8 | 3 (0+1+1+1)           | +2:00.8   |
| 19   | 14  | UKR Valj Semerenko     | 37:39.9 | 1 (1+0+0+0)           | +2:16.9   |
| 20   | 11  | FRA Justine Braisaz    | 37:49.6 | 5 (0+1+3+1)           | +2:26.6   |
| 21   | 16  | SVK Paulína Fialková   | 37:52.6 | 4 (1+2+0+1)           | +2:29.6   |
| 22   | 25  | SWE Linn Persson       | 37:54.5 | 2 (1+0+0+1)           | +2:31.5   |
| 23   | 23  | SUI Lena Häcki         | 38:22.3 | 4 (1+2+0+1)           | +2:59.3   |
| 24   | 12  | UKR Vita Semerenko     | 38:25.3 | 3 (0+0+3+0)           | +3:02.3   |
| 25   | 15  | GER Vanessa Hinz       | 38:52.4 | 4 (2+1+0+1)           | +3:29.4   |
| 26   | 26  | BLR Iryna Kryuko       | 39:04.0 | 4 (3+1+0+0)           | +3:41.0   |
| 27   | 27  | SUI Elisa Gasparin     | 39:21.0 | 5 (0+2+1+2)           | +3:58.0   |
| 28   | 20  | SUI Irene Cadurisch    | 39:44.7 | 4 (2+1+1+0)           | +4:21.7   |
| 29   | 24  | FRA Anaïs Chevalier    | 40:39.7 | 6 (2+3+1+0)           | +5:16.7   |
| 30   | 22  | OAR Tatiana Akimova    | 41:32.4 | 6 (0+0+5+1)           | +6:09.4   |

Legenda
| Recorde mundial      | Recorde mundial (World record)               |                       | Recorde africano                      | Recorde africano (African) |                                           | Q | Classificado por posição (Qualified) |
| Recorde olímpico     | Recorde olímpico (Olympic record)            | Recorde da América    | Recorde da América (Americas)         | q                          | Classificado por melhor tempo (Qualified) |   |                                      |
| Melhor marca do ano  | Melhor marca do ano (World leading)          | Recorde asiático      | Recorde asiático (Asian)              | DNS                        | Não largou (Did not start)                |   |                                      |
| Recorde nacional     | Recorde nacional (National record)           | Recorde europeu       | Recorde europeu (European)            | DNF                        | Não terminou (Did not finish)             |   |                                      |
| Recorde pessoal      | Recorde pessoal do atleta (Personal best)    | Recorde da Oceania    | Recorde da Oceania (Oceania)          | DSQ / DQ                   | Desclassificado (Disqualified)            |   |                                      |
| Recorde da temporada | Recorde da temporada do atleta (Season best) | Recorde sul-americano | Recorde sul-americano (South America) | NM                         | Sem marca (No mark)                       |   |                                      |